# オットー・アンデション
オットー・アンデション（Otto Andersson、1910年5月7日 - 1977年11月8日）は、スウェーデン・リリェダル出身の元同国代表サッカー選手。現役時代のポジションはDF。
1930年代にスウェーデンで活躍したディフェンダー。スウェーデン代表として1934 FIFAワールドカップとベルリンオリンピックに出場した。A代表通算15試合0得点。